# John Robinson
El doctor y profesor John Robinson es un personaje de la serie de televisión Perdidos en el espacio interpretado por Guy Williams en la serie original, por William Hurt en la adaptación fílmica del mismo nombre y por Toby Stephens en la serie remake de 2018 de Netflix. 

## Serie de 1965
Nació el 14 de enero de 1957, Lowel, Massachusetts, EE. UU.. Es el quinto de una familia de clase baja. Gracias a su inteligencia excepcional que le permitía ser el mejor de su clase y a sus habilidades atléticas que lo llevaron a destacarse en el fútbol americano, le sobraron las oportunidades y ofertas de becas, decidiéndose finalmente por el California Institute of Technology donde se graduó en ciencias de geología planetaria en 1976.
Es mientras estudia que conoce a Maureen Tomlinson, su futura esposa con quien se casa el  10 de junio de 1977, para luego ir a vivir con su cuñada Coleen a Los Ángeles, California. Allí, John continúa sus estudios en Astrofísica y Geofísica convirtiéndose luego en profesor de la Universidad de California.
Judy nace el 26 de febrero de 1978. Los Robinson se mudaron a su propia casa en Los Ángeles. Poco después vendría el nacimiento de Penny, el 8 de septiembre de 1985, luego se mudaron a San Gabriel (California), donde Will nace el 1 de febrero de 1987.
En 1988 el comando del Alfa Control le ofreció un cargo para investigar las consecuencias de la vida humana en otros planetas el cual fue aceptado y se muda con su esposa y sus tres hijos Judy, Penny y Will a Houston, Texas, y eventualmente él y su familia abordarían el Júpiter 2, una nave espacial colonizadora que debía colonizar un planeta habitable situado en Alfa Centauri, pero el sabotaje del Dr. Smith lo impidió.
Ostenta el título de teniente coronel del Ejército de Estados Unidos, aun cuando, según el mayor West, es honorario.

## Película de 1997
Si bien, en la serie el personaje de John Robinson es el del padre y esposo virtualmente perfecto, teniendo una excelente relación con su esposa, hijos y una buena relación de amigo con el mayor Don West, la película presenta una persona más realista con discusiones frecuentes entre él y los miembros de su familia y una fuerte fricción con West.

## Piloto de 2003
En 2003 The WB Television Network comisionó la producción de un episodio piloto para una nueva serie de televisión que no fue seleccionado. El título de la serie era The Robinsons: Lost in Space. El papel fue interpretado por Brad Johnson. En este piloto Robinson es presentado como un curtido coronel que lideró la lucha contra invasores alienígenas en una guerra que enfrentó la Tierra en 2082.

## Serie de 2018
Para la serie de 2018 el actor anunciado fue Toby Stephens.